# Kike López
Enrique López Delgado (Salamanca, 12 de enero de 1988), más conocido como Kike López, es un futbolista español que juega como lateral derecho en el C. D. Guijuelo de la Segunda Federación.

## Trayectoria
Formado en las categorías inferiores del Real Valladolid, debutó con el primer equipo en los tres primeros partidos de la temporada 2007-08, siempre desde el banquillo, sustituyendo a otro jugador. Finalizó dicha temporada cedido, desde Navidad hasta junio, en el Polideportivo Ejido, jugando diez partidos y marcando un gol (contra el Gimnàstic de Tarragona). Volvió en julio de 2008, realizando la pretemporada con el primer equipo (jugó diez partidos y marcó seis goles) y durante la temporada 2008-09 estuvo jugando con el Real Valladolid C. F. "B" excepto cuando el entrenador José Luis Mendilibar lo requería para el primer equipo.
Firmó por tres temporadas por la Union Deportiva Salamanca con opción a compra por parte del Real Valladolid en las dos primeras campañas. El equipo salmantino militaba en Segunda División. Un gol suyo contra el Villarreal C. F. "B" dio la salvación al equipo charro en el último partido de la temporada 2009-10. En la temporada 2010-11 descendieron a Segunda B. 
A inicios de la temporada 2011-12 jugó en el Villarreal Club de Fútbol "B" tras ser traspasado por 250.000€; en enero de 2012 fue fichado por el Club Deportivo Tenerife en Segunda B. Con el equipo canario llega a jugar los play-off de ascenso a Segunda División, pero tras no consumarse el ascenso fichó en julio de 2012 por la A. D. Alcorcón de Segunda división. Tras acabar su contrato con el Alcorcón, fichó por el Cádiz C. F. para intentar ascender al equipo andaluz a la categoría de plata.
En 2015 se marchó a las Islas Baleares, donde jugó durante cuatro temporadas en el C. D. Atlético Baleares en Segunda B donde rozó en dos años el ascenso, y desde 2019 a 2021 en la U. D. Ibiza, donde sí pudo lograr el objetivo al término de la temporada 2020-21.
El 24 de agosto de 2021 firmó por la Unión Deportiva Melilla. Antes de acabar el año, el 29 de diciembre, se marchó a la  U. E. Cornellà para competir en la Primera División RFEF.
En julio de 2024 regresó a Salamanca para jugar en el C. D. Guijuelo, equipo que en ese momento militaba en la Segunda Federación.

## Clubes
| Club                         | País   | Año       | Partidos | Goles |
| ---------------------------- | ------ | --------- | -------- | ----- |
| Real Valladolid C. F. "B"    | España | 2006-2008 | 45       | 6     |
| Real Valladolid C. F.        | España | 2007-2008 | 4        | 0     |
| Polideportivo Ejido (cedido) | España | 2008      | 10       | 1     |
| Real Valladolid C. F. "B"    | España | 2008-2009 | 27       | 1     |
| Real Valladolid C. F.        | España | 2008-2009 | 4        | 0     |
| U. D. Salamanca              | España | 2009-2011 | 77       | 11    |
| Villarreal C. F. "B"         | España | 2011-2012 | 15       | 0     |
| C. D. Tenerife               | España | 2012      | 20       | 3     |
| A. D. Alcorcón               | España | 2012-2013 | 30       | 4     |
| Cádiz C. F.                  | España | 2013-2014 | 50       | 8     |
| C. D. Alcoyano               | España | 2014-2015 | 13       | 1     |
| C. D. Atlético Baleares      | España | 2015-2019 | 143      | 9     |
| U. D. Ibiza                  | España | 2019-2021 | 57       | 2     |
| U. D. Melilla                | España | 2021      | 11       | 0     |
| U. E. Cornellà               | España | 2022-2024 | 77       | 0     |
| C. D. Guijuelo               | España | 2024-     |          |       |